# Marion Crawford
Marion Crawford, CVO (5 juni 1909 – 11 februari 1988) var en skotsk barnflicka. Hon var anställd i Storbritanniens kungliga familj, som barnflicka åt Georg VI:s och Elizabeth Bowes-Lyons döttrar Elizabeth och Margaret som gav henne smeknamnet "Crawfie". Crawford anges som författare till boken The Little Princesses: The Story of the Queen's Childhood by her Nanny, som handlade om hennes tid med kungafamiljen. Efter att boken utkommit 1950, avskedades hon av hovet och ingen medlem av Storbritanniens kungliga familj ville någonsin mer tala med henne.

### Fotnoter
1. ↑  Den publicerades ursprungligen i Storbritannien av Cassell & Co Ltd and, i USA av Harcourt, Brace and Company. Senare upplaga: The Little Princesses: The Story of the Queen's Childhood by her Nanny, Marion Crawford. New York: St. Martin's Press, 2003. ISBN 0-312-31215-6.